# Caminhos (álbum de Grupo Logos)
Caminhos é o álbum de estreia do Grupo Logos, lançado em 1982.
Surgido após o fim do Grupo Elo, o álbum traz em grande parte, composições do cantor e compositor Paulo Cezar, que se tornou o líder do grupo. O repertório inclui a canção "In Memorian", em homenagem ao músico Jayrinho, morto em um acidente em 1981 e principal parceiro musical de Paulo.
Em 2019, foi eleito o 14º melhor álbum da década de 1980 em lista publicada pelo portal Super Gospel.

## Faixas
1. "Caminhos"
2. "Salmo 127"
3. "Mundo Vão"
4. "Vai Contar"
5. "In Memorian"
6. "A Graça de Cristo"
7. "Não Estejais Ansiosos"
8. "Glória a Ti Senhor"
9. "Fala-me Senhor"
10. "Você Pode Estar Sorrindo"
11. "Caminhos" (Reprise)

## Ficha Técnica
Produção Musical:
- Produção: Grupo Logos
- Direção Geral: Paulo Cezar
- Estúdio: Comev, 16 Canais (SP)
- Seleção Musical: Paulo Cezar
- Arte: Ruben Pirola Filho
- Foto Capa: Harold Reimer
- Foto C/ Capa: Henrique Rogalsky
- Arranjos e Regência: Alírio Misael
- Arranjos Vocais: Paulo Cezar e Alírio Misael
- Técnico: Claudemir Terrengui
- Mixagem: Paulo Cezar e Alírio Misael

Instrumental:
- Bateria: Julião (Hélio, nos ensaios)
- Baixo: Beto
- Guitarra Base: Reginaldo
- Guitarra Base/Solo: José Nilton
- Violão Base: Almir Navogim
- Violão Base/Solo: José Nilton
- Violão 12 Cordas/Solo: José Nilton
- Piano Acústico: Teófilo
- Piano Fender: Teófilo
- Strings: Teófilo, Alírio Misael
- Prophet 5: Alírio Misael, Teófilo
- Gaita: Oscar Valdez
- Percussão: Haryson G. Lima
- Violinos: Elias Slon, Caetano Finelli, Audino Nunes, Jorge Esquerdo, German Wajnrot
- Viola: Michael Verebes
- Vocal: Grupo Logos - Paulo Cezar, Nilma Soares, Temístocles Alves, Marta Toledo, Arody Bottecchia, Silvio Robson, Ivan Ribeiro